# Puntius titteya
Puntius titteya, conosciuto comunemente come barbo ciliegia, è un pesce d'acqua dolce appartenente alla famiglia Cyprinidae, un tempo classificato nel genere Barbus.

## Distribuzione e habitat
Questa specie è originaria di fiumi, torrenti e ruscelli dell'Asia meridionale, specialmente dello Sri Lanka.

## Descrizione

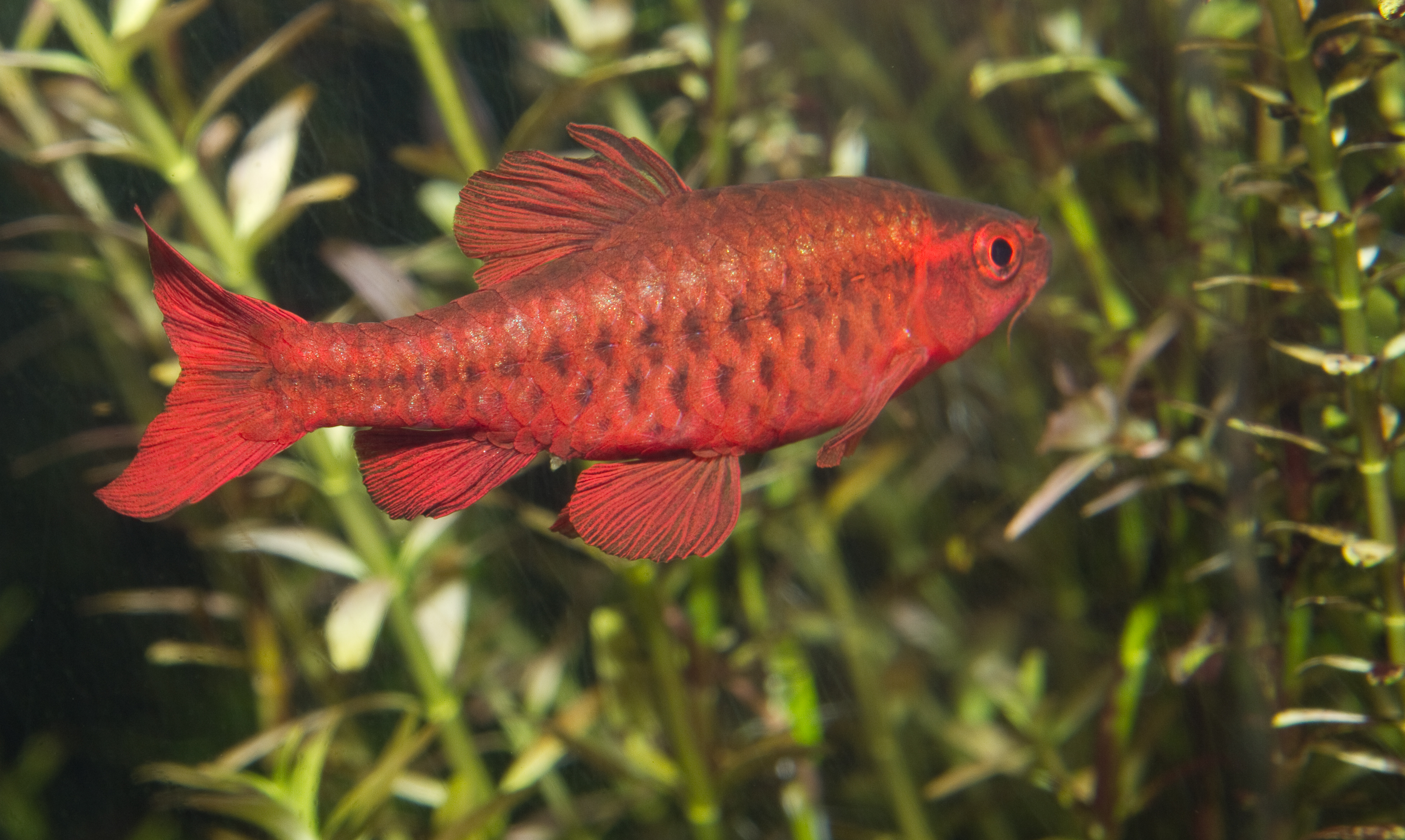
Un maschio in vivace livrea riproduttiva

Il corpo è allungato, con ventre pronunciato e profilo dorsale accentuato. Le pinne sono arrotondate, la coda bilobata. La livrea è grigio rosata, con dorso più scuro e dai riflessi verdastri, mentre dalla bocca corre una linea verticale bruna che attraversa orizzontalmente i fianchi e termina alla radice della pinna caudale. Le pinne sono rosse. La femmina appare più pallida, con pinne a volte trasparenti, mentre il maschio durante il periodo dell'accoppiamento diventa ancora più rosso vivo (da qui il nome comune di Barbo ciliegia).
Raggiunge una lunghezza di 5 cm.

## Comportamento
Il Puntius titteya pur appartenendo alla stessa famiglia del più comune Puntigrus tetrazona (barbo tigre) non ha la stessa "tipica" caratteristica di essere un pesce mordace (quindi di mordere e pizzicare le pinne dei pesci con forme più voluminose e/o a velo).
In generale è un pesce tranquillo va comunque prestata attenzione ai pesci con cui si abbina.
Detto ciò si può dire che il Puntius titteya(barbo ciliegia) è un ottimo pesce di comunità abbinabile a una grande varietà di pesci. In acquario e un pesce modestamente diffuso, può vivere tranquillamente con caridine japoniche e pangio khauli, e più tranquillo con fitte alghe o nascondigli dove può andare a nascondersi.

## Riproduzione
Il maschio nel periodo degli amori accentua la sua colorazione e cerca di impressionare le femmine eseguendo danze e allargando le pinne. Una volta scelta la compagna, questa depone circa 200 uova.

## Alimentazione
Puntius titteya ha dieta onnivora: si nutre prevalentemente di vegetali (alghe, diatomee) ma non disdegna i ditteri e detriti animali.

## Acquariofilia
Conosciuto nell'acquariofilia da molti anni, è un pesce tranquillo e di piccole dimensioni, che vive in gruppi.